# Анізофілія
Анізофілія (від грец. Ανισος — нерівний і грец. Φύλλων — лист) — неоднаковий розмір листя, розташованих на верхній і нижній сторонах плагіотропних пагонів (тобто горизонтальних або орієнтованих під невеликим кутом до горизонту). Вважається різновидом листової мозаїки.
Анізофілія зустрічається в основному у тропічних рослин, деяких мохів, плаунів, голо- і покритонасінних рослин.
У плаунка, на пагонах розташовані 4 ряди листя: 2 ряди великих, що розташовані по краях сплощень стебла, і 2 ряди дрібних, зміщених на верхню сторону.